# Quebrantadero
Quebrantadero es una localidad del estado mexicano de Morelos. Es parte del municipio de Axochiapan.

## Demografía
| Gráfica de evolución demográfica |
|                                  |

| Censo | Población |
| ----- | --------- |
| 1900  | 725       |
| 1910  | 786       |
| 1921  | 885       |
| 1930  | 809       |
| 1940  | 833       |
| 1950  | 978       |
| 1960  | 1312      |
| 1970  | 1512      |
| 1980  | 1815      |
| 1990  | 2009      |
| 2000  | 2259      |
| 2010  | 2273      |
| 2020  | 2462      |